# Conflito no Líbano em 2008
O conflito de 2008 no Líbano  começou em 7 de maio depois de uma crise política dezessete meses que saiu do controle. Os combates foram provocados por uma decisão do governo de fechar a rede de telecomunicações do Hezbollah e despedir o chefe de segurança do Aeroporto de Beirute,  Wafic Shkeir, por supostas ligações com o Hezbollah. O líder do Hezbollah, Hassan Nasrallah, afirmou que a decisão do governo de declarar ilegal a rede de telecomunicações do grupo militar era uma "declaração de guerra" à organização e exigiu que o governo a revogasse. 
Combatentes da oposição liderada pelo Hezbollah tomaram o controle de vários bairros de Beirute Ocidental, entrando em confronto com os milicianos sunitas do Movimento do Futuro leais ao governo, em batalhas campais que deixaram 11 mortos e 30 feridos. As áreas tomadas pela oposição foram entregues ao exército libanês.  O exército também se comprometeu a resolver a disputa e reverteu as decisões do governo, deixando o Hezbollah preservar a sua rede de telecomunicações e restabelecendo o chefe de segurança do aeroporto. 
Líderes libaneses rivais chegaram a um acordo em 21 de maio de 2008, para acabar com a rivalidade política que explodiu em combates e quase levaram o país a uma nova guerra civil. 